# Шћепан Мијушковић
Шћепан Мијушковић (Куна, Пјешивци, 1872 — Никшић, 21. фебруар 1924) био је официр Краљевине Црне Горе, ратни херој, припадник црногорског федералистичког покрета, носитељ је највиших црногорских војних одликовања. Као противник присаједињења Краљевине Црне Горе, убијен од стране нових власти.

## Официрска каријера
Завршио је војну школу на Цетињу, a 1910. произведен у чин капетана; 1911. године у чин команданта Црногорске војске. Истакнути је јунак, учесник у балканским ратовима 1912.-1913. године. Био је заповједник Пјешивачког батаљона.
У Другом балканском рату као заповједникa комбинованог Чевско-Бјеличко-Пјешивачког батаљона у борбама против Бугара на Злетовској ријеци, српски краљ Петар I Карађорђевић одликовао је Мијушковића Карађорђевом звијездом. Учествовао је и у првом свјетском рату (1914.-1916).
По војном слому Црне Горе је 1916. заточен је у логор Болдогасоњ у Мађарској, у којему је остао до капитулације Аустроугарске монархије.

## Противник присаједињења
Одбио је да да 1918. официрску заклетву вјерности краљу Петру и одбио је пензију Краљевине СХС.
Један је од организатора Божићне побуне против присаједињења Црне Горе Србији. Нове власти су га ухапсиле, па је од 1919. до 1921. године затвореник у подгоричком затвору Јусовача. Заједно с 42 других заточених официра Мијушковић је потписник 14. октобра 1920. Изјаве црногорских официра у којој се тврди да су одлуке Подгоричке скупштине из 1918. године неуставне и ништавне. Мијушковић је неизлијечиво оболио од туберкулозе.

## Убиство
После пуштања из затвора био је под сталним надзором југословенских власти. Фебруара 1924 године ухапшен је са групом рођака и пријатеља, спроведен у жандармеријску касарну где је под тортуром умро. Тело је однето на брдо Требјеса и бачено у јаму да би се прикрио злочин. Од последица тортуре је умро и његов рођак Стеван Мијушковић.
На суђењу због убиства Шћепана Мијушковића 1930. године је на 18 година затвора осуђен жандармеријски капетан Милан Калабић, а на 9 месеци затвора жандармеријски капетан друге класе Грбић Василије.
Милан Калабић је помилован је 1932. године и одмах пензионисан. Сродници Мијушковића су покушали да убију Калабића, бацањем две бомбе. Године 1940. је Шћепанов рођак Симо Мијушковић извршио неуспешан атентат на Милана Калабића. Иако је био погођен са четири метка, Калабић је атентат преживео.

## Постхумна злоупотреба

### Посмртница фалсификована у пропагандне сврхе
У јавности су се појавиле две посмртнице Шћепана Мијушковића. Црно-бела са крстом изнад текста је оригинал, а она са плавим оквиром и без крста је фалсификат. У њој је извршено брисање знакова навода код речи посрбљавају Црногорце, да би испало да тадашњи Црногорци нису били Срби и да је родбина, која је посрмтницу саставила, била без српске националне свести. У оригиналној посмртници, реч посрбљавају је под знацима навода, чиме је родбина изразила негодујући став према деловању нове власти, која је укинула власт породице Петровић-Његош. Њих родбина и не сматра Србима, због недела и назива их дахијама. Владо Мићуновић је ову посмртницу цитирао са знаковима навода,  а Новак Аџић без.

### Фалсификована песма у част Мијушковића
У поеми Сава Ф. Челебића Вијенац на гробу Шћепана Мијушковића се налазе и стихови: Краљ Никола, витез Србин, Одговори краљу Петру, Нека части судбе српске... Из наведеног стиха се види да је Саво био и 1924. Србин, када је песма објављена и да се није одрекао Српства. Новак Аџић је ту поему делимично објавио, од краја 18. стране, до краја песме, са 24. страном. Сакривши тако неспорна српска национална осећања Сава Челебића, Аџић читаоце покушава индоктринирати погрешним закључком, о трагедији Црне Горе и Црногораца под српском окупацијом.
У песми је краљ Никола назван витез-Србином, а Аџић пише о српској окупацији Црне Горе. Циљ Новака Аџића је да тадашње Црногорце (краља Николу, Челебића, Мијушковића...) прикаже као несрбе, које су напали Срби, а историјска је истина да су тадашњи Црногорци били национално, Срби, и да су имали српска национална осећања. Сукоб ја постојао само између две династије, црногорске и србијанске, око будућности заједничке државе. Челебић у песми не помиње Србе и Црногорце него Србијанце и Црногорце, што су територијалне, а не националне одреднице, а једни и други су тада били етнички Срби.

## Галерија
- Гроб Шћепана Мијушковића недалеко од манастира Острога
- Гроб Шћепана Мијушковића
- Гроб Шћепана Мијушковића
- Гроб Шћепана Мијушковића